# Batac
Batac è una municipalità di prima classe delle Filippine, situata nella Provincia di Ilocos Norte, nella Regione di Ilocos.
Il Republic Act N. 9435 aveva concesso a Batac lo status di città; il 18 novembre 2008 la Corte Suprema delle Filippine ha però accolto un ricorso della Lega delle Città delle Filippine annullando la trasformazione in città di 16 municipalità, tra cui Batac.
Batac è formata da 43 baranggay:
- Ablan Pob. (Labucao)
- Acosta Pob. (Iloilo)
- Aglipay (Pob.)
- Baay
- Baligat
- Baoa East
- Baoa West
- Barani (Pob.)
- Ben-agan (Pob.)
- Bil-loca
- Biningan
- Bungon
- Callaguip (Pob.)
- Camandingan
- Camguidan

- Cangrunaan (Pob.)
- Capacuan
- Caunayan (Pob.)
- Colo
- Dariwdiw
- Lacub (Pob.)
- Mabaleng
- Magnuang
- Maipalig
- Nagbacalan
- Naguirangan
- Palongpong
- Palpalicong (Pob.)
- Parangopong

- Payao
- Pimentel (Cubol)
- Quiling Norte
- Quiling Sur
- Quiom
- Rayuray
- Ricarte Pob. (Nalasin)
- San Julian (Pob.)
- San Mateo
- San Pedro
- Suabit (Pob.)
- Sumader
- Tabug
- Valdez Pob. (Caoayan)